# 喜蔭斯氏脂䲁
喜蔭斯氏脂䲁（學名：Starksia springeri），為輻鰭魚綱䲁形目脂䲁科斯氏脂䲁屬的一個種，種名以史密森尼學會科學家維克多·G·斯普林格（Victor G. Springer）命名，分布於西大西洋古拉索海域，深度1至25公尺，本魚體長，扁平，頭鈍，無眼觸鬚，鼻孔及頸觸鬚不分枝，背鰭硬棘與鰭條之間有缺刻，雄魚第一臀鰭棘長與鰭的其餘部分分離，變為性器官，側線連續，前段拱起，後段直，頭體淺褐色，有不規則的深紅褐色斑點，這些斑點排列形成網狀紋路，眼後的頰部具有明顯的不規則深色橫條或斑點，前鰓蓋骨的後緣具有一條深色線條，背鰭軟條基部有一黑色眼斑，背鰭硬棘18枚、背鰭軟條8枚、臀鰭硬棘2枚、臀鰭軟條15枚，體長可達1.5公分，棲息在平坦的珊瑚礁平台，生活習性不明。